# The Weepies
 (février 2022).
Si vous disposez d'ouvrages ou d'articles de référence ou si vous connaissez des sites web de qualité traitant du thème abordé ici, merci de compléter l'article en donnant les références utiles à sa vérifiabilité et en les liant à la section « Notes et références ».
 (février 2022).
La mise en forme du texte ne suit pas les recommandations de Wikipédia : il faut le « wikifier ».
Les points d'amélioration suivants sont les cas les plus fréquents :
- Les titres sont pré-formatés par le logiciel. Ils ne sont ni en capitales, ni en gras.
- Le texte ne doit pas être écrit en capitales (les noms de famille non plus), ni en gras, ni en italique, ni en « petit »…
- Le gras n'est utilisé que pour surligner le titre de l'article dans l'introduction, une seule fois.
- L'italique est rarement utilisé : mots en langue étrangère, titres d'œuvres, noms de bateaux, etc.
- Les citations ne sont pas en italique mais en corps de texte normal. Elles sont entourées par des guillemets français : « et ».
- Les listes à puces sont à éviter, des paragraphes rédigés étant largement préférés. Les tableaux sont à réserver à la présentation de données structurées (résultats, etc.).
- Les appels de note de bas de page (petits chiffres en exposant, introduits par l'outil «  Source ») sont à placer entre la fin de phrase et le point final[comme ça].
- Les liens internes (vers d'autres articles de Wikipédia) sont à choisir avec parcimonie. Créez des liens vers des articles approfondissant le sujet. Les termes génériques sans rapport avec le sujet sont à éviter, ainsi que les répétitions de liens vers un même terme.
- Les liens externes sont à placer uniquement dans une section « Liens externes », à la fin de l'article. Ces liens sont à choisir avec parcimonie suivant les règles définies. Si un lien sert de source à l'article, son insertion dans le texte est à faire par les notes de bas de page.
- La présentation des références doit suivre les conventions bibliographiques. Il est recommandé d'utiliser les modèles {{Ouvrage}}, {{Chapitre}}, {{Article}}, {{Lien web}} et/ou {{Bibliographie}}. Le mode d'édition visuel peut mettre en forme automatiquement les références.
- Insérer une infobox (cadre d'informations à droite) n'est pas obligatoire pour parachever la mise en page.

Pour une aide détaillée, merci de consulter Aide:Wikification.
Si vous pensez que ces points ont été résolus, vous pouvez retirer ce bandeau et améliorer la mise en forme d'un autre article.

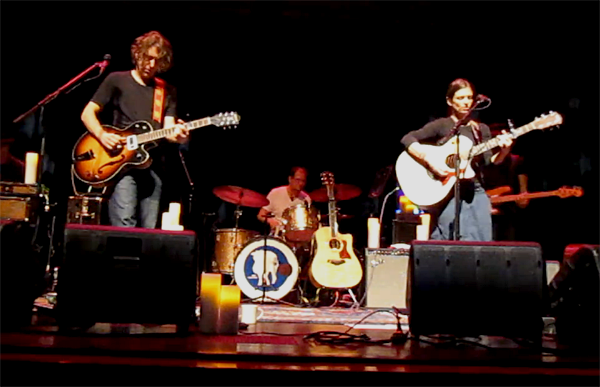
The Weepies en 2010.

The Weepies est un groupe de pop-folk originaire de Cambridge (Massachusetts) aux États-Unis; composé de Deb Talan et Steve Tannen.
Les deux musiciens se sont rencontrés en 2001.

## Apparition dans les séries télévisées
La chanson la plus reprise des Weepies dans les séries télévisées est « World Spins Madly On ». Elle est présente dans l'épisode « Move on Cartwright » (saison 1, épisode 16) de la série Greek, ainsi que dans l'épisode « The Wind That Blew My Heart Away » (saison 3 épisode 13) de la série américaine Les Frères Scott et dans l'épisode 7 "Crisis Unaverted" de la première saison de la série Life Unexpected. Ces deux dernières séries comptent aussi d'autres titres du groupe dans leur bande originale, dans le pilot de Life Unexpected et dans les saisons 5 et 6 des Frères Scott.
Plus récemment, la chanson « The World Spins Madly On » a été reprise dans l'épisode « The Art Of Painting » de la nouvelle série de ABC Family "Switched At Birth, inédite en France.
Cette chanson apparaît aussi au début de l'épisode Demons (saison 1 - épisode 6) de la série Sense8 des Wachowskis.
"The Weepies" font également une apparition (avec chanson) dans un épisode de la saison 2 de la série américaine Dirty Sexy Money (épisode 4). Les téléspectateurs ont également pu entendre leurs chansons dans la série Kyle XY notamment dans les saisons 2 et 3.

## Discographie de Deb Talan
- Songs for a Misfit Heart
- Something Burning en 2000
- Sincerely en 2001
- A Bird Flies Out en 2003

## Discographie des Weepies
- 2003 : Happiness
- 2006 : Say I Am You
- 2006 : Live Session EP
- 2008 : Hideaway
- 2010 : Be My Thrill
- 2015 : Sirens